# ريان دانيال دوبسون
ريان دانيال دوبسون (بالإنجليزية: Ryan Daniel Dobson)‏ هو مخرج أمريكي، ولد في 31 ديسمبر 1980 في فورت كولنز في الولايات المتحدة.

## وصلات خارجية
- الموقع الرسمي
- ريان دانيال دوبسون على موقع IMDb (الإنجليزية)
- ريان دانيال دوبسون على موقع ألو سيني (الفرنسية)
- ريان دانيال دوبسون على موقع قاعدة بيانات الفيلم (الإنجليزية)
- ريان دانيال دوبسون على موقع كينوبويسك (الروسية)